# Hans Bartel (Politiker, 1918)
Hans Bartel (* 3. Februar 1918 in Gotha; † 1. November 1970 in Görmitz) war ein deutscher Politiker (SPD) und Architekt. 
Nach dem Besuch der Oberrealschule legte Bartel im Jahr 1937 seine Reifeprüfung ab. Er studierte Architektur an der Technischen Hochschule Danzig und der Technischen Hochschule Hannover. Seine Diplom-Hauptprüfung legte er im Jahr 1941 in Hannover ab und ging anschließend in den Kriegsdienst. Während des Krieges geriet er in britische Kriegsgefangenschaft, aus der er im Jahr 1946 entlassen wurde. Seit 1947 war Bartel freischaffender Architekt in Bad Pyrmont. Hier war er Mitglied des Rates der Stadt Bad Pyrmont und später Landrat des Kreises Hameln-Pyrmont. 
Während der 4. bis 7. Wahlperiode vom 6. Mai 1959 bis 1. November 1970 war er Mitglied des Niedersächsischen Landtages für die SPD. Er war Vorsitzender des Ausschusses für Aufbau, Sozial- und Wohnungswesen vom 6. Juli 1967 bis 20. Juni 1970. 